# Ferdinand Kerber
Ferdinand Kerber (* 5. August 1909 in Oberstaufen; † 9. Dezember 1979 ebenda) war ein deutscher Politiker (CSU, BP). Er war von 1950 bis 1954 Mitglied des Bayerischen Landtages.

## Leben
Kerber besuchte die Volks- und Bürgerschule und war danach als Landwirt auf dem elterlichen Hof tätig. Nach praktischer Arbeit in der Landwirtschaft bildete er sich auf einer Landwirtschaftsschule in theoretischer Hinsicht fort. Zum 1. Juli 1931 trat er der NSDAP bei (Mitgliedsnummer 573.051), hatte die Partei aber spätestens August 1932 verlassen. Im Jahr 1933 schloss er eine Ehe, aus der insgesamt elf Kinder entsprangen.
Bei Beginn des Zweiten Weltkrieges wurde er eingezogen und nach einer zehnmonatigen Dienstzeit wieder zur Arbeit auf seinem Hof entlassen. Er widmete sich neben seiner landwirtschaftlichen Arbeit besonders dem kulturellen Leben der Gemeinde und wurde nach Kriegsende Ortsobmann des Bauernverbandes, Mitglied des Gemeinderates, des Kreistages und des landwirtschaftlichen Preisausschusses.
Kerber war vom 27. November 1950 bis zum 12. Dezember 1954 für den Stimmkreis Kaufbeuren-Stadt, Kaufbeuren-Land, Mindelheim Mitglied des Bayerischen Landtages und zunächst ab 1950 Mitglied der CSU-Fraktion und ab September 1954 Mitglied der BP-Fraktion. Im Landtag war er des Weiteren Mitglied des Ausschusses für Eingaben und Beschwerden, des Ausschusses für Geschäftsordnung und stellvertretender Vorsitzender des Ausschusses für Sozialpolitische Angelegenheiten sowie Mitglied des Gefängnisbeirats der Strafanstalt München.